# 2198 Ceplecha
A 2198 Ceplecha (ideiglenes jelöléssel 1975 VF) a Naprendszer kisbolygóövében található aszteroida. Harvard Obszervatórium fedezte fel 1975. november 7-én.